# Anatoli Dmitrijewitsch Oskin
Anatoli Dmitrijewitsch Oskin (russisch Анатолий Дмитриевич Оськин, auch Anatoly Oskin transkribiert; * 11. März 1989 in Petropawlowsk-Kamtschatski) ist ein ursprünglich russischer, jetzt rumänischer Biathlet.
Anatoli Oskin gab sein internationales Debüt im Rahmen der Sommerbiathlon-Weltmeisterschaften 2013 in Forni Avoltri. Im Sprint schoss er zwei Fehler und wurde Zehnter, mit sechs Fehlern im darauf basierenden Verfolgungsrennen verschlechterte er sich auf den elften Rang, wobei er nicht vom Verzicht mehrerer Starter profitieren konnte. Damit war er nach Andrei Prokunin der zweitbeste russische Teilnehmer der Meisterschaft, in einem ungewohnt schwachen russischen Team.
Am 23. August 2020 wurde bekannt, dass Oskin zusammen mit Jelena Tschirkowa und Anastassija Tolmatschowa zum rumänischen Verband gewechselt ist und für Rumänien antreten wird.

## Statistik
Die Tabelle zeigt alle Platzierungen (je nach Austragungsjahr einschließlich Olympische Spiele und Weltmeisterschaften).
- 1.–3. Platz: Anzahl der Podiumsplatzierungen
- Top 10: Anzahl der Platzierungen unter den ersten zehn (einschließlich Podium)
- Punkteränge: Anzahl der Platzierungen innerhalb der Punkteränge (einschließlich Podium und Top 10)
- Starts: Anzahl gelaufener Rennen in der jeweiligen Disziplin
- Staffel: inklusive Mixed- und Single-Mixed-Staffeln

| Platzierung              | Einzel | Sprint | Verfolgung | Massenstart | Staffel | Gesamt |
| ------------------------ | ------ | ------ | ---------- | ----------- | ------- | ------ |
| 1. Platz                 |        |        |            |             |         |        |
| 2. Platz                 |        |        |            |             |         |        |
| 3. Platz                 |        |        |            |             |         |        |
| Top 10                   |        |        |            |             |         |        |
| Punkteränge              |        |        |            |             | 3       | 3      |
| Starts                   |        | 2      |            |             | 3       | 5      |
| Stand: 31. Dezember 2021 |        |        |            |             |         |        |